# Estación de Rovaniemi
La estación ferroviaria de Rovaniemi, (en finés: Rovaniemen rautatieasema), está situada en Rovaniemi, capital de la provincia de Laponia, Finlandia. Fue inaugurada en 1909, cuando el ferrocarril llegó desde el sur hasta la ciudad. La electrificación del trazado hasta Rovaniemi fue completada en 2004.
La línea fue prolongada desde Rovaniemi hasta Kemijärvi en 1934, trayecto que ha sido electrificado recientemente, asegurando así el futuro de la línea con trenes regionales y de larga distancia.
La estación cuenta con un total de 16 vías, de las cuales solo 3 están destinadas al uso de viajeros. Las 13 vías restantes se usan mayormente para aparcar trenes en espera de un servicio, sobre todo para trenes de mercancías procedentes o con destino Kemijärvi y Salla. En una de las vías, existe una rampa para cargar las plataformas portaautomóviles del servicio autoexpreso que ofrece la VR entre Rovaniemi y Helsinki.
El edificio de la estación cuenta con un restaurante-cafetería, un punto de información al viajero, una sala de espera y unos aseos. Hay instaladas unas consignas para equipajes, que se habilitan para guardar también esquís durante el invierno y la época de nieve. La compra de billetes se puede realizar en las taquillas o en las máquinas autoventa. Junto al edificio, se puede encontrar un aparcamiento tanto para automóviles como para bicicletas, y una parada de taxis. A la estación no llegan autobuses urbanos de Rovaniemi, ya que no existen en la ciudad.

## Servicios ferroviarios
En cuanto a trenes de viajeros, por la estación de Rovaniemi solo circulan trenes de larga distancia, que conectan directamente la ciudad con Kemijärvi, Oulu, Kokkola, Kuopio, Helsinki y todas las ciudades intermedias en cada trayecto.
En cuanto a mercancías, circulan principalmente trenes cargados de madera con destino o procedentes de Kemijärvi y Salla.